# Dennis Joseph Sullivan

Wappen von Dennis Joseph Sullivan

Dennis Joseph Sullivan (* 17. März 1945 in New York City) ist ein US-amerikanischer römisch-katholischer Geistlicher und emeritierter Bischof von Camden.

## Leben
Dennis Joseph Sullivan empfing am 29. Mai 1971 durch den Erzbischof von New York, Terence Kardinal Cooke, das Sakrament der Priesterweihe für das Erzbistum New York.
Am 28. Juni 2004 ernannte ihn Papst Johannes Paul II. zum Titularbischof von Enera und zum Weihbischof in New York. Der Erzbischof von New York, Edward Michael Kardinal Egan, spendete ihm gemeinsam mit Gerald Thomas Walsh am 21. September desselben Jahres die Bischofsweihe; Mitkonsekratoren waren der emeritierte Weihbischof in New York, Patrick Sheridan, und der Weihbischof in New York, Robert Anthony Brucato. Dennis Joseph Sullivan war zudem Generalvikar des Erzbistums New York.
Am 8. Januar 2013 ernannte Papst Benedikt XVI. Sullivan zum Bischof von Camden. Die Amtseinführung fand am 12. Februar desselben Jahres statt.
Papst Franziskus nahm am 17. März 2025 das altersbedingte Rücktrittsgesuch von Dennis Joseph Sullivan an.